# Babarc
Babarc è un comune dell'Ungheria di 782 abitanti (dati 2008) situato nella contea di Baranya, nella regione Transdanubio Meridionale.